# San Salvatore in Lauro

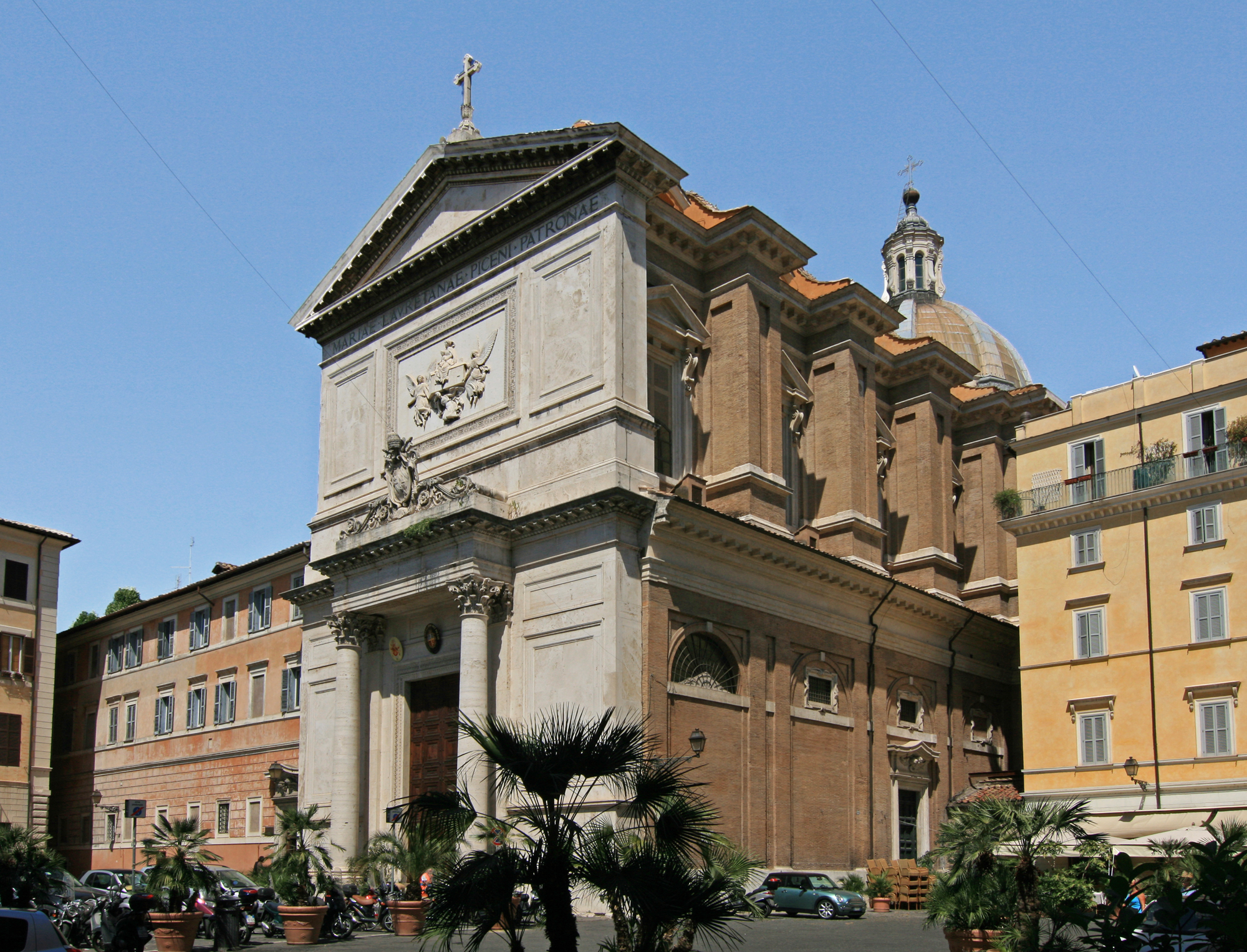
San Salvatore in Lauro

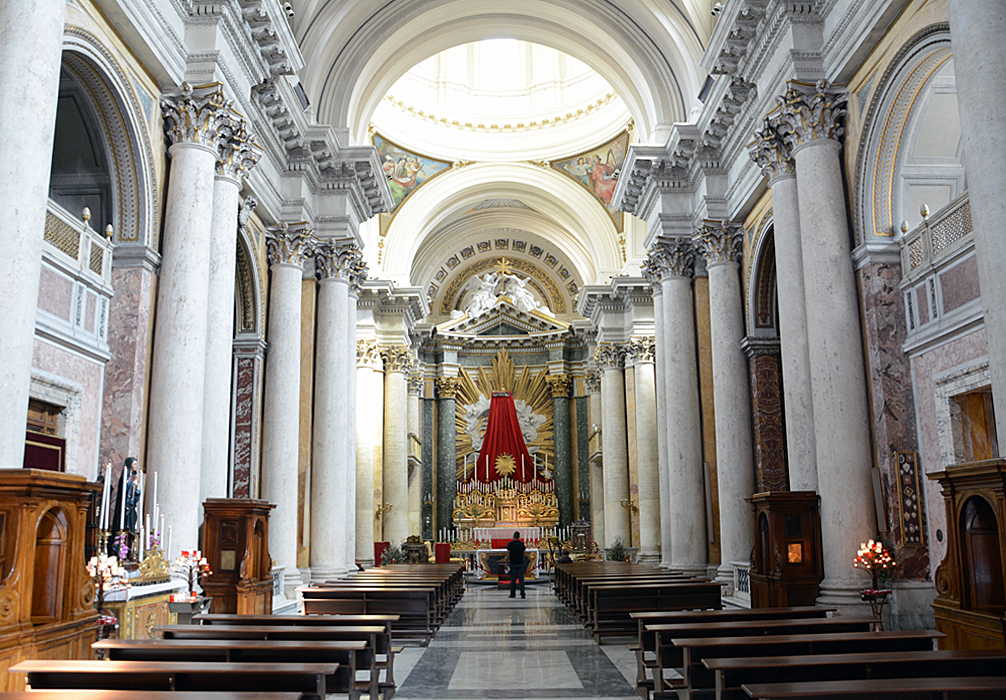
Innenansicht

San Salvatore in Lauro (lateinisch Sancti Salvatoris in Laurum) ist eine römisch-katholische Kirche in Rom. Sie liegt am Tiberufer gegenüber der Engelsburg und wurde erstmals 1177 erwähnt.
Ein Vorbau der Frührenaissance (1449–1453) brannte schon 1591 ab und wurde ab 1594 durch einen Neubau nach Plänen von Ottaviano Nonni, genannt Mascherino, ersetzt. Kuppel und Campanile kamen 1727–1734 hinzu, die Fassade 1857–1862. Der Aufbau des einschiffigen Innenraums ist von den Kirchen des Andrea Palladio beeinflusst. Im ehemaligen Refektorium des zugehörigen Klosters (aufgelöst) befinden sich die Reste vom Grabmal Papst Eugens IV (Abb.).
Die Kirche wurde am 24. November 2007 von Papst Benedikt XVI. zur Titeldiakonie erhoben, nachdem sie bereits von 1587 bis 1670 schon einmal Titelkirche eines Kardinals war. Kardinaldiakon ist seit 2007 Angelo Kardinal Comastri, jetzt als Kardinalpriester pro hac vice.